# Волворяну, Думитру
Думитру Волворяну (рум. Dumitru Volvoreanu; 1898 — неизвестно) — румынский регбист, блуждающий полузащитник и замок. Бронзовый призёр летних Олимпийских игр 1924 года.

## Биография
Думитру Волворяну родился в 1898 году.
Играл в регби за «Теннисный клуб Ромын» из Бухареста и французский «Расинг» на позициях блуждающего полузащитника и замка.
В 1924 году вошёл в состав сборной Румынии по регби на летних Олимпийских играх в Париже и завоевал бронзовую медаль. Участвовал в матче со сборной США (0:37), очков не набирал.
Матч олимпийского турнира стал для Волворяну единственным в карьере в составе сборной Румынии.
О дальнейшей жизни данных нет.

## Память
6 июня 2012 года в составе сборной Румынии, завоевавшей бронзу летних Олимпийских игр 1924 года, введён в Зал славы регби.